# Joginder Singh (Rallyefahrer)
Sardar Joginder Singh Bhachu (* 9. Februar 1932 in Kericho, Kenia; † 20. Oktober 2013 in London, Großbritannien) war ein kenianischer Rallyefahrer in den 1960er und 1970er Jahren. Sein Spitzname war The Flying Sikh. Er gewann dreimal die Rallye Safari. Bei seinem ersten Sieg im Jahr 1965 fuhr er einen Volvo PV544. Sein Bruder Jaswant war damals sein Beifahrer. Bei seinem zweiten und dritten Sieg, 1974 und 1976, fuhr er jeweils einen Mitsubishi Lancer 1600 GSR.

## Werdegang
Sardar Joginder Singh Bhachu, ältestes von zehn Kindern von Sardarni Swaran Kaur und Sardar Battan Singh, wurde während der britischen Kolonialzeit im Kericho District (Britisch-Ostafrika) geboren. Über seine Jugendjahre ist nicht viel bekannt. Er besuchte ein Internat in Nairobi. Seine erste Arbeitserfahrung machte er als Aushilfe (Spanner Boy) in der Werkstatt seines Vaters. Später war er als Mechaniker für große Motorhersteller tätig, bevor er 1958 der erste mobile Pannenhelfer für die Royal East African Automobile Association wurde. Während seiner Arbeit fuhr er damals ein Motorradgespann, eine 650-cm³-BSA Lightning.

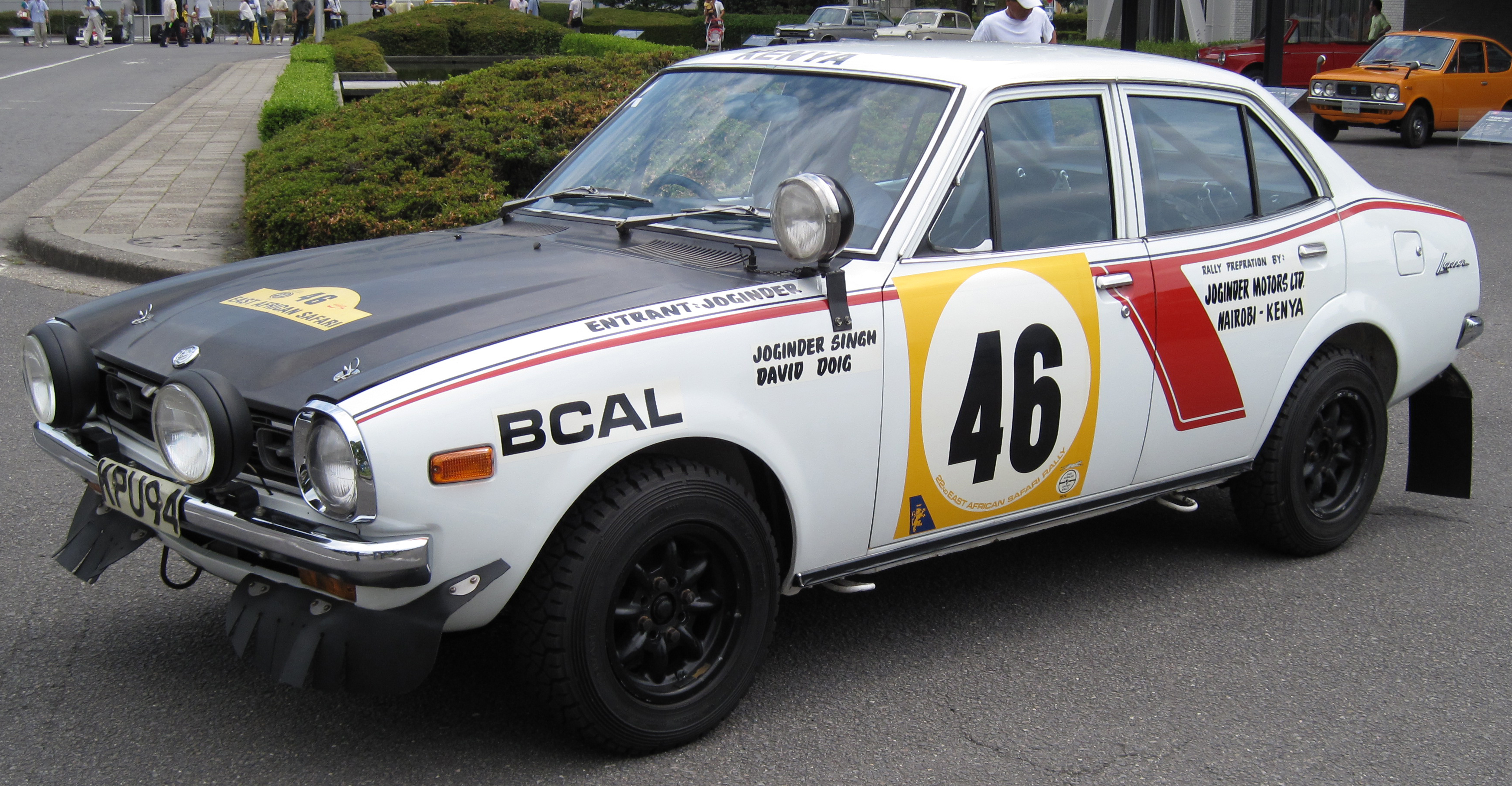
Mitsubishi Colt Lancer 1600 GSR von Singh bei der Rallye Safari (1974)

Singh war der erste Sikh, der bei einer internationalen Rallye teilnahm. Er gewann die Safari Rally und wurde als The Flying Sikh bekannt. Obwohl sein ugandischer Rivale Shekhar Mehta mehr Gesamtsiege bei dieser Veranstaltung holte, lag Singhs Rekord bei 19 Siegen bei 22 Etappen. Dies war eine beispiellose Leistung in der damals härtesten Rallye der Welt, bei der die Ausfallrate 90 % überschreiten konnte. Er gehörte auch zu den sogenannten Unsinkable Seven, den einzigen Crews, die 1968 das Ziel in Nairobi erreichten, als 74 Teams am Mau Escarpment, einer Geländestufe entlang des westlichen Randes des Großen Afrikanischen Grabenbruchs, liegenblieben.
Bis zu seinem 26. Lebensjahr hatte Singh keine Motorsporterfahrung. Trotzdem gelangen ihm in den Folgejahren 60 Siege bei den East African Rally Championships in Kenia, Uganda und Tansania. Dreimal siegte er bei der Rallye Safari und dreimal war er unter den Top 5 bei der Southern Cross Rally in Australien in den 1970er Jahren. Ferner wurde ihm zweimal, 1970 und 1976, der Titel Kenya’s Motor Sportsman of the Year verliehen. Sein erster Sieg bei der Rallye Safari im Jahr 1965 kam unerwartet und gegen den herrschenden Aberglauben. Es war die 13. Rallye Safari und sein Auto trug die Nummer 1, die zu jener Zeit als Unglückszahl bei der Rallye Safari galt. Die beiden Brüder Joginder und Jaswant gewannen, obwohl sie denselben Volvo fuhren wie der Werksfahrer Tom Trana 1963 und 1964 zuvor. Der Wagen war schon 42.000 Meilen gelaufen, bevor die Bhachu-Brüder siegten.
Singh lebte in den 1980er Jahren einige Zeit im Vereinigten Königreich und auch in Kanada. Er war zu Gast beim Start der 50. Rallye Safari im Jahr 2002 und wurde zum Schirmherrn der Safari Classic im Jahr 2007 ernannt.
Joginder Singh starb 2013 im Alter von 81 Jahren an den Folgen einer Herzinsuffizienz in London.

## The Flying Sikh
Roger Barnard und Peter Moll verfassten ein Buch über Joginder mit dem Titel The Flying Sikh. Illustriert hat es Mohamed Amin. Das Buch wurde 1975 durch TransAfrica Publishers herausgegeben. Dieses 109-seitige Buch gibt einen Überblick über die frühen Jahre von Joginder. In einem Artikel in der Daily Nation wird ein Zitat aus dem Buch verwendet, wo Joginders Vater als seine Inspiration genannt wird.